# Échenilleur des Moluques
Coracina atriceps
Espèce
Statut de conservation UICN

 LC  : Préoccupation mineure
L'Échenilleur des Moluques (Coracina atriceps) est une espèce de passereau de la famille des Campephagidae.

## Répartition
Il est endémique de l'Indonésie.

## Habitat
Il habite les forêts humides tropicales et subtropicales en plaine.

## Liste des sous-espèces
Selon Alan P. Peterson, cet oiseau est représenté par deux sous-espèces :
- Coracina atriceps atriceps (Muller,S) 1843
- Coracina atriceps magnirostris (Bonaparte) 1850